# Opostegoides epistolaris
Opostega epistolaris là một loài bướm đêm thuộc họ Opostegidae. Nó được Edward Meyrick miêu tả năm 1911. Nó được tìm thấy ở Mysore ở Ấn Độ.
Con trưởng thành bay vào tháng 5.